# Naunçac
Naunçac (francès i oficial: Naussac) és un antic municipi delegat francès, situat al departament del Losera i a la regió de Llenguadoc-Rosselló-Migdia-Pirineus. L'1 de gener de 2016, Naussac va fusionar amb Fontanes i formar el municipi nou de Naunçac-Fontanas.